# Murisengo
Murisengo (piemontiul: Ambrusengh) település Olaszországban, Piemont régióban, Alessandria megyében. Lakosainak száma 1272 fő (2023. január 1.).